# Léon Jenoudet
Léon Jenoudet, né Charles Léon Jenoudet, le 14 novembre 1885 à Beaufort et mort le 31 juillet 1972, est un général français de la Seconde Guerre mondiale.

## Biographie
Léon Jenoudet, né le 14 novembre 1885 à Beaufort, est le fils d'un gendarme. Après avoir obtenu son baccalauréat, Jenoudet décide de s'engager dans l'armée et rejoint le 44e régiment d'infanterie stationné à Lons-le-Saunier.
Après un passage dans une école militaire, Jenoudet devient officier. Promu lieutenant le 1er octobre 1913, il sert alors dans le 152e régiment d'infanterie. C'est au sein de ce régiment qu'il combat durant la Première Guerre mondiale. Ce régiment est le premier de la guerre à obtenir la fourragère rouge pour 7 citations. Jenoudet est promu lieutenant en 1914, capitaine l'année suivante et est commandant à la fin de la guerre. Il est nommé chevalier de la Légion d'honneur en 1915 puis officier en 1918 et détient à titre personnel la fourragère rouge.
Affecté au 2e régiment étranger d'infanterie de la Légion étrangère en 1922, Jenoudet combat au Maroc jusqu'en 1925, année de son retour en France. Il gravit d'autres échelons et devient colonel en 1934 et dirige le 95e régiment d'infanterie. Devenant commandeur de la Légion d'honneur, Jenoudet est promu général de brigade en 1939 et commande l'infanterie de la 1re division d'infanterie motorisée à la veille de la Seconde Guerre mondiale.
Le 15 mai 1940, sa division participe à la bataille de Gembloux. Alors que le 110e régiment d'infanterie est en difficulté face aux troupes allemandes, l'intervention de Jenoudet permet aux Français de se ressaisir,. Le lendemain, la division doit se replier suivant l'ensemble de l'armée française. Défendant ensuite les rives de l'Escaut jusqu'au 26 mai, la division est ensuite divisée en deux pour se diriger vers Dunkerque. Jenoudet assure alors le commandement de l'infanterie. Les troupes françaises sont encerclées dans la région de Lille avec plusieurs autres unités. Sous les ordres du général Molinié, Jenoudet reçoit l'ordre de défendre Loos, ce qu'il fait jusqu'au 31 mai,. Fait prisonnier, Jenoudet est détenu dans la forteresse de Königstein. Malade, perdant l'usage de la parole, Jenoudet rentre en France en 1941 et est mis en retraite l'année suivante. Il devient cette année-là Grand officier de la Légion d'honneur. Jenoudet meurt le 31 juillet 1972 à Lons-le-Saunier.

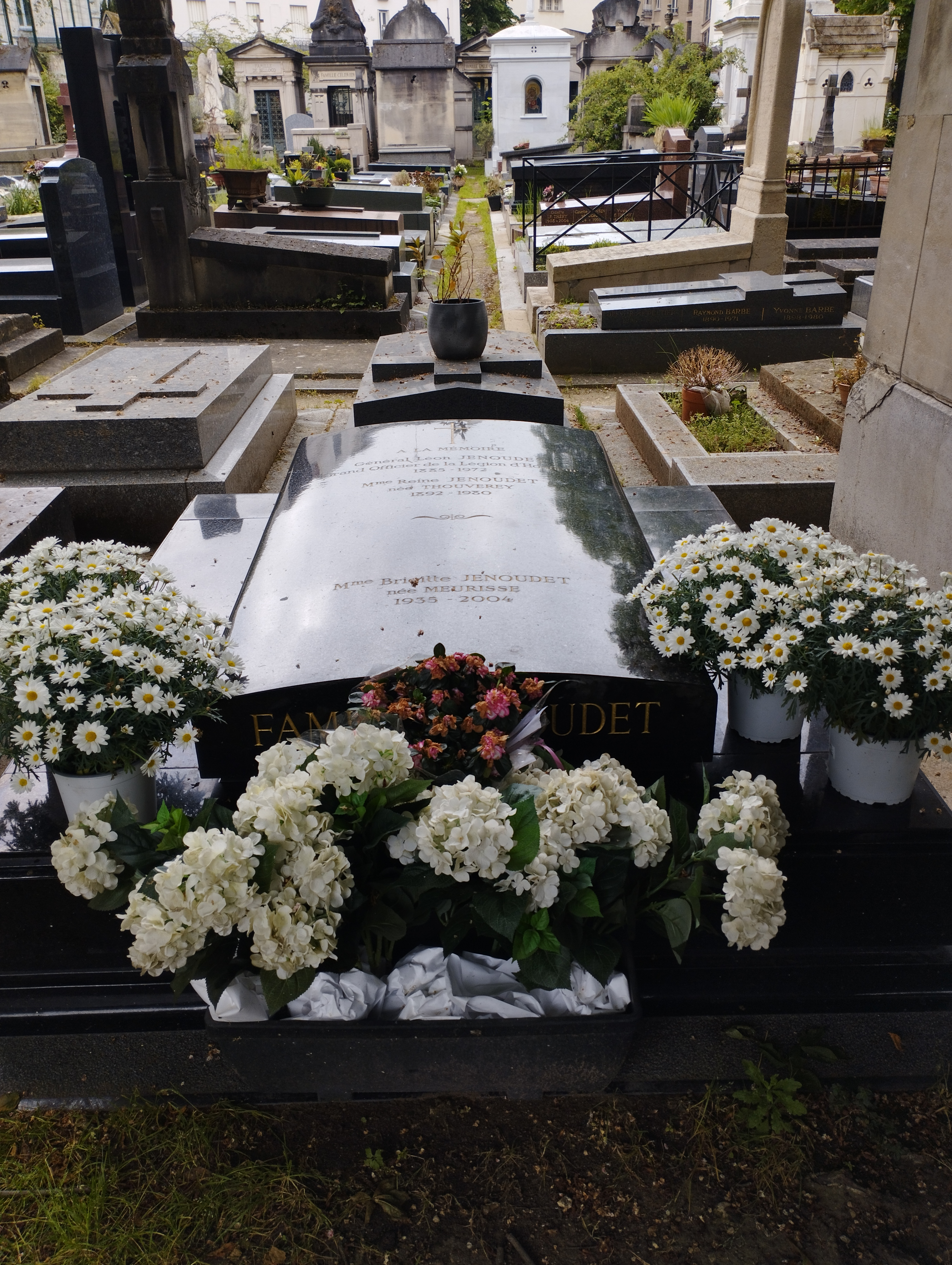
Tombe de Léon Jenoudet au cimetière de Passy (division 2).

Il est inhumé au cimetière de Passy (division 2).

## Décorations
- Grand officier de la Légion d'honneur

- Croix de guerre 1914-1918 (9 citations dont 6 palmes)[10]

- Fourragère aux couleurs de la Légion d'honneur à titre personnel